# Vaalgras-Nama
Die Vaalgras-Nama sind ein Clan der Nama in Namibia. Sie zählen ethnisch zu den Herero und sehen sich selber als Orlam.
Die Vaalgras-Nama haben ihren traditionellen Sitz in Vaalgras und werden von einem Kaptein als traditionellem Führer der traditionellen Verwaltung geführt.
Im Juli 1924 veranstalteten die Vaalgras-Nama einen Aufstand gegen die südafrikanische Besatzungsmacht. Zuvor sollen sie bereits um 1900 von den Deutschen in Deutsch-Südwestafrika ein Stück Land bei Vaalgras zur Ansiedlung erhalten haben, nachdem sie zuvor aus der Kapkolonie eingewandert waren.